# .is
is. (نقطه آی اس) دامنه سطح بالای ایسلند است.  کد کشور از دو حرف اول Ísland گرفته شده است که کلمه ایسلندی برای ایسلند است.  ثبت دامنه .is برای تمامی افراد و شرکت ها بدون محدودیت خاصی آزاد است.
اولین دامنه is. دامنه Háskóli Íslands (دانشگاه ایسلند) است.  در ۱۱ دسامبر ۱۹۸۶ به ثبت رسید و آن را به یکی از اولین ثبت دامنه ها در اینترنت تبدیل کرد.
طبق گزارش مک آفی این دامنه به عنوان یکی از ۱۰ امن ترین TLD در جهان در سال های ۲۰۰۷، ۲۰۰۸، ۲۰۰۹ و ۲۰۱۰ ارزیابی شد. از آن زمان تاکنون گزارشی منتشر نشده است. تا دسامبر ۲۰۲۰، بیش از ۷۵۰۰۰ دامنه .is ثبت شده است.
از اکتبر ۲۰۱۶، دامنه های is. می توانند تا پنج سال ثبت شوند.

## تعلیق دامنه
در آوریل ۲۰۱۳، ISNIC برای مدت کوتاهی میزبان ThePirateBay.is دامنه The Pirate Bay بود .  
در سال ۲۰۱۴، ISNIC دو دامنه را که میزبان مطالب تولید شده توسط دولت اسلامی بودند، از جمله Khilafah.is ، به حالت تعلیق درآورد.  
در سپتامبر ۲۰۱۷، ISNIC برای مدت کوتاهی میزبان دامنه نئونازی آمریکایی dailystormer.is بود که توسط چندین مرکز ثبت دامنه در سراسر جهان حذف شده بود. پس از اینکه ناشر آن روال استاندارد افشای آدرس خود را انجام نداد، از دامنه .is خود خارج شد. 
در سپتامبر ۲۰۲۲، ISNIC دامنه is. را برای مزارع کیوی ، یک انجمن بحث‌برانگیز ترولینگ و آزار اینترنتی، به حالت تعلیق درآورد. 

## هک دامنه
بسیاری از هک های دامنه وجود دارند که از پسوند .is به عنوان فعل انگلیسی استفاده می کنند.